# Іван Бебек
Іван Бебек (хорв. Ivan Bebek; нар. 30 травня 1977) — хорватський футбольний рефері. Проживає у Рієці.
Бебек вважається найкращим арбітром з Хорватії, судив два матчі групового етапу Ліги чемпіонів УЄФА (Лаціо проти Вердера у сезоні 2007—2008 та Жиронден де Бордо проти ЧФР у сезоні 2008-09). Він також судив матч ПСЖ проти Баєра у плей-оф сезону 2013—2014.
Бебек був арбітром на матчах Кубка світу U-17 2007 та четвертим арбітром на матчах Чемпіонату Європи з футболу 2008. Судив Чемпіонат світу U-20 у 2009 та запропонував створити Індійську лігу.
Він був попередньо обраний арбітром на Чемпіонат світу 2010.

## Матчі національних збірних
| Дата              | Збірні                    | Рахунок | Турнір           | ЖК | YK · YK · RK | RK |
| ----------------- | ------------------------- | ------- | ---------------- | -- | ------------ | -- |
| 18 серпня 2004    | Польща — Данія            | 1 — 5   | Товариський матч | 0  | 0            | 0  |
| 28 березня 2007   | Чехія — Кіпр              | 1 — 0   | Кваліфікація ЧЄ  | 3  | 0            | 0  |
| 2 червня 2007     | Австрія — Парагвай        | 0 — 0   | Товариський матч | 3  | 0            | 0  |
| 13 жовтня 2007    | Азербайджан — Португалія  | 0 — 2   | Кваліфікація ЧЄ  | 3  | 1            | 0  |
| 20 листопада 2007 | Швейцарія — Нігерія       | 0 — 1   | Товариський матч | ?  | ?            | ?  |
| 10 вересня 2008   | Північна Ірландія — Чехія | 0 — 0   | Кваліфікація ЧС  | 2  | 0            | 0  |
| 28 березня 2009   | Ірландія — Болгарія       | 1 — 1   | Кваліфікація ЧС  | 3  | 0            | 0  |
| 5 вересня 2009    | Франція — Румунія         | 1 — 1   | Кваліфікація ЧС  | 2  | 0            | 0  |
| 7 вересня 2010    | Польща — Австралія        | 1 — 2   | Товариський матч | 5  | 1            | 0  |
| 8 жовтня 2010     | Чехія — Шотландія         | 1 — 0   | Кваліфікація ЧЄ  | 5  | 0            | 0  |
| 6 вересня 2011    | Молдова — Угорщина        | 0 — 2   | Кваліфікація ЧЄ  | 3  | 0            | 0  |
| 7 вересня 2012    | Латвія — Греція           | 1 — 2   | Кваліфікація ЧС  | 5  | 0            | 0  |
| 22 березня 2013   | Франція — Грузія          | 3 — 1   | Кваліфікація ЧС  | 1  | 0            | 0  |
| 6 вересня 2013    | Фінляндія — Іспанія       | 0 — 2   | Кваліфікація ЧС  | 1  | 0            | 0  |
| 15 жовтня 2013    | Кіпр — Албанія            | 0 — 0   | Кваліфікація ЧС  | 5  | 0            | 0  |
| 9 вересня 2014    | Ісландія — Туреччина      | 3 — 0   | Кваліфікація ЧЄ  | 5  | 1            | 0  |
| 27 березня 2015   | Молдова — Швеція          | 0 — 2   | Кваліфікація ЧЄ  | 7  | 1            | 0  |
| 6 вересня 2015    | Уельс — Ізраїль           | 0 — 0   | Кваліфікація ЧЄ  | 5  | 0            | 0  |
| 11 жовтня 2015    | Греція — Угорщина         | 4 — 3   | Кваліфікація ЧЄ  | 7  | 0            | 0  |
| 7 жовтня 2016     | Люксембург — Швеція       | 0 — 1   | Кваліфікація ЧС  | 8  | 1            | 0  |
| 12 листопада 2016 | Ліхтенштейн — Італія      | 0 — 4   | Кваліфікація ЧС  | 3  | 0            | 0  |